# Горизонтальна інтеграція
Горизонтальна інтеграція (горизонтальна концентрація) — об'єднання суб'єктів господарювання одного профілю за допомогою поглинання або отримання контролю однією фірмою над іншою, що перебуває в тій самій галузі промисловості і на тому ж ступені виробництва, що і фірма-поглинач.

## Визначення
Згідно з Британікою, горизонтальна інтеграція — це форма організації бізнесу, в якій компанія намагається повністю контролювати один з етапів виробництва або єдину галузь, що дозволяє їй скористатися перевагами економії на масштабі, але призводить до зниження конкуренції. При цьому відбувається горизонтальне злиття бізнесу, тобто коли обидві компанії виробляють той самий товар або послугу для одного й того ж ринку.
Згідно з Великою радянською енциклопедією горизонтальна концентрація — це процес зосередження в рамках однієї фірми виробництва як однорідної, так і технологічно не пов'язаної між собою продукції.
Згідно з Великою російською енциклопедією горизонтальна економічна інтеграція — це об'єднання суб'єктів господарювання одного й того ж профілю.

## Приклад
Наприклад, один автовиробник бере під контроль іншого автовиробника; у цьому разі вони перебувають на одному щаблі виробництва і в однієї і тій самій галузі промисловості. Монополію, створену за допомогою горизонтальної інтеграції, називають горизонтальною монополією.